# Drumontiana amplipennis
Drumontiana amplipennis är en skalbaggsart som först beskrevs av J. Linsley Gressitt 1939.  Drumontiana amplipennis ingår i släktet Drumontiana och familjen långhorningar. Inga underarter finns listade i Catalogue of Life.